# Luboš Fišer
Luboš Fišer (Praga, 30 settembre 1935 – 22 giugno 1999) è stato un compositore ceco.
Negli anni 1952-56 studiò composizione al Conservatorio di Praga, allievo di Emil Hlobil; la prima esecuzione in un concerto pubblico di un suo lavoro, i Quattro Pezzi per violino e pianoforte, ebbe luogo nel 1954. Acquisì una certa notorietà quale autore di musica da camera e di colonne sonore cinematografiche. Vinse il Prix Italia nel 1969 con le musiche per il balletto televisivo Bludiště moci (Il labirinto del potere) di Petr Weigl, e nel 1979 con la colonna sonora del film Zlatí úhoři (Anguille d'oro) di Karel Kachyňa.

## Opere principali
Teatro
- Lancelot, opera da camera su libretto di Eva Bezděková (rappresentata a Praga nel 1961)
- Changing game, balletto (1971)
- Istanu, melologo per voce recitante, flauto e quattro percussionisti su testi ittiti (1980)

Orchestra
- Patnáct listů podle Dürerovy Apokalypsy (Quindici pagine dall'Apocalisse di Dürer, 1965)
- Double (1969)
- Lament per orchestra da camera (1971)
- Report per strumenti a fiato (1971)
- Concerto per Galileo Galilei per archi (1974)
- Labyrinth (1977)
- Serenády pro Salzburg (Serenate per Salisburgo) per orchestra da camera (1979)
- Meridián (1980)
- Sonata (1998)

Strumenti solisti e orchestra
- Concerto da camera per pianoforte (originariamente per strumenti a fiato; 1964, 1970)
- Concerto per pianoforte (1979)
- Albert Einstein - portrét (Ritratto di A. E.) per organo (1979)
- Romance (Romanza) per violino (1980)
- Concerto per due pianoforti (1983)
- Sonata per Leonardo per chitarra e archi (1994)
- Pastorale per Giuseppe Tartini per chitarra e archi (1995)
- Concerto per violino (1998)

Da camera
- Ruce (Mani), sonata per violino e pianoforte (1961)
- Sonata per violoncello e pianoforte (1975)
- Variace na neznámé téma (Variazioni sopra un tema sconosciuto) per quartetto d'archi (1976)
- Trio per violino, violoncello e pianoforte (1978)
- Sonata per due violoncelli e pianoforte (1979)
- Romance(Romanza) per violino e pianoforte (1980)
- Testis per quartetto d'archi (1980)
- Sonata per violino solo, In memoriam Theresienstadt (1981)
- Quartetto per archi (1983–1984)
- Sonata per violoncello solo (1986)
- Impromptu per clarinetto e pianoforte (1986)
- Sonata per viola solista e quartetto d'archi (1991)
- Dialog per tromba e organo (1996)

Pianoforte
- Sonata n. 1 (1955)
- Sonata n. 2 (1957)
- Sonata n. 3, Fantasia (1960)
- Sonata n. 4 (1962–1964)
- Sonata n. 5 (1974)
- Sonata n. 6, "Fras" (1978)
- Sonata n. 7 (1987)
- Sonata n. 8 (1996)
- Sny a valčíky (Sogni e valzer; 1993)

Organo
- Reliéf (Sollievo; 1964)

Vocale
- Requiem per soprano e baritono solisti, doppio coro misto e orchestra (1968)
- Vánoční koledy (Canti di Natale) per voci soliste, coro e orchestra (1969)
- Nářek nad zkázou města Ur (Lamento per la distruzione della città di Ur) per soprano e baritono solisti, tre narratori, voci bianche, coro misto, timpani e campane (1970)
- Zapomenuté písně (Canti dimenticati) per mezzosoprano, flauto contralto, viola e pianoforte su testi tradizionali gitani (1985)
- Oh cara, addio, aria per soprano e quartetto d'archi (1987)

Colonne sonore
- Valerie a týden divu (letteralmente: Valerie e la settimana meravigliosa; distribuito in Italia con il titolo Fantasie di una tredicenne; 1970)
- Oxen (Il bue, 1991)